# Армяне-халкидониты
Армя́не-халкидони́ты (арм. Հայ քաղկեդոնացիներ), также ца́ты (греч. τζάτοι) — армяне, верующие церквей византийского обряда, то есть, исповедующие богословие Халкидонского собора. Однако строго говоря к исповедующим богословие Халкидонского собора относятся и армяне-католики (франки), которых не относят к цатам.

## Название
Согласно В. А. Арутюнова-Фиданян, армяне-халкидониты называли себя «армянами» только до IX—X вв. Другие название, применяемыми к армяно-халкидонитам, были: «иверы», «армяно-иверы», «армяно-греки» или «ромеи».

## История
В V веке, по причине порождённых Халкидонским собором противоречий, Вселенская церковь была разделена на две противоборствующих партии. С одной стороны, это были халкидониты, то есть сторонники Халкидонского собора, с другой антихалкидониты, то есть противники собора и его вероопределения. Халкидониты исповедовали богословие двух природ во Христе (диофизитство), а антихалкидониты оставались верными дохалкидонскому богословию, освящённому на Эфесском Вселенском соборе, исповедуя единую природу Богочеловека (миафизитство).
Последовательной сторонницей дохалкидонского (миафизитского) богословия была Армянская апостольская церковь, поэтому армяне в своём независимом государстве были антихалкидонитами. Однако, множество армян проживало вне канонической территории ААЦ — в диаспоре и на армянских территориях, исторически, с дохристианских времён подвластных Римской империи. К таковым территориям, прежде всего, относятся Малая Армения и Каппадокия, где всегда существовали епархии церкви Византии, объединённые в Кесарийскую митрополию, впоследствии включённую в Константинопольский патриархат. Естественно, что армяне этих регионов, как подданные империи, формально или осознанно были прихожанами халкидонитских приходов.
Кроме этого, на территориях самой Армении, периодически входивших в состав Византийской империи вследствие её инкорпорации, проводилась добровольная или насильственная халкидонизация армянского населения. Наибольшего масштаба это достигло во времена императора Маврикия (ок. 539—602), которому в благодарность за помощь шахиншах Хосров I передал значительную часть Армении и половину Грузии. Существовало мнение, что на этих территориях духовенство ААЦ подверглось вытеснению и вынуждено было переместиться на территории Армении, остававшиеся под властью Персии. Для закрепления византийского влияния в Армении Маврикий признал армянский католикосат в Аване (см. Аванский храм). Первым и последним непризнаваемым сейчас армянским католикосом был Иоанн, который при изгнании византийцев из персидской Восточной Армении, попал в плен к персам и умер в заточении. Согласно новому мнению, Иоанн Аванский был халкидонитом и его новосозданная церковь была халкидонитской. Однако, академик Р. Бартикян, на основании древних свидетельств убедительно доказал, что Иоанн был и остался в «армянской вере», то есть нехалкидонитом, и что его церковная юрисдикция не была халкидонитской и даже не была в унии с халкидонитами, но была создана Маврикием ради раскола ААЦ и отрыва армян-нехалкидонитов на византийских территориях от Двинского католикоса. Первая уния с халкидонитами была заключена только католикосом Езром уже после смерти Маврикия, но и в унии ААЦ не была халкидонитской, поскольку, в отличие от армян-халкидонитов, несмотря на унификацию многих обычаев, сохраняла не только армянский обряд, но и самобытную христологию.
Тем не менее, известно очень тесное и особое отношение Святого Патриарха Фотия к Армянской Церкви. Патриарх Фотий пишет, что и после того армяне присутствовали на 5 вселенском Соборе, где одобрен был Халкидонский собор; «армянские епископы в числе 21 были и на 6 вселенском Соборе и письменно одобрили Халкидонский Собор», при Императоре Ираклии «кафоликос Ездра собирал многих своих и сирских Епископов на собор; в течение 30 дней происходило состязание и, наконец, армяне добровольно, без всякого принуждения, письменно утвердили Халкидонский Собор». В 862 г. Фотий достиг того, что на Ширагавансвом Соборе Армянская Церковь определила войти в союз с Православною Церковью. И Фотий поставил потом своего ученика Аврамия в митрополита амидского в Армению. Именно Фотий Великий первым активизировал почитание в Византии Григория Армянского!
Ромейский армянин Фотий, писал на греческом языке и занимал Константинопольскую кафедру Святой Восточной Православной Церкви. Православная Церковь почитает Святого армянина-ромея (как справедливо отмечал Харанис он происходил из армянской семьи, был братом знатного византийского вельможи Патрика Саркиса. Отец, спафарий Сергий, приходился племянником восстановителю иконопочитания на VII Вселенском соборе Константинопольскому патриарху-армянину Тарасию, а родной брат матери, армянки Ирины — Иоанн VII Грамматик был мужем Марии, сестры Августы Феодоры). Святителя Фотия как ревностного защитника Православного Востока от владычества Пап и как учёного богослова, оставившего многочисленные и разнообразные труды, посвящённые обличению заблуждений латинян, опровержению различных ересей, разъяснению Священного Писания, раскрытию различных предметов веры. Он послал своих учеников к славянам, дабы утвердить в них славянскую письменность и византийское православие на славянском языке, хотя после его смерти Кирилл и Мефодий были вынуждены обратиться к защите Рима. Святой Патриарх Фотий явился одним из первых обличителей Запада в его еретических отклонениях, доказав их абсурдность.
Позже, с падением Византии, в связи с установлением в османской Турции системы милетов и установлением власти греческого Константинопольского патриарха во всей православной общине с обязательным богослужением только на греческом языке, основная часть армян-халкидонитов (ранее принадлежавших к Антиохийской или Грузинской церкви), не ассимилированных греками, маронитами или грузинами, ради сохранения армянского обряда перешла в лоно Армянской церкви, вместе с прежними приверженцами ААЦ образовав единый Константинопольский патриархат ААЦ, а дручая часть перешла под власть римского папы и в XVIII веке образовала Армянскую католическую церковь.

В районах Армении, граничивших с Грузией, православные армяне попадали в каноническое подчинение Грузинской Православной Церкви— Православная энциклопедия, Под редакцией Патриарха Московского и всея Руси Кирилла, т. III, М. 2001, ст. 326

Нашествие тюрок-сельджуков во 2-й пол. XI в., положившее конец присутствию Византии в Армении, вынудило общины А.-х. постепенно перейти под властью Грузинского Католикосата, и в XIII в. их епископские кафедры воспринимались уже как «грузинские».— Православная энциклопедия, Под редакцией Патриарха Московского и всея Руси Кирилла, т. III, М. 2001, ст. 327
В XVII веке насильственному окатоличиванию подверглась восточноевропейская армянская диаспора. Крупная община Армянской апостольской церкви с духовным центром во Львове, сформировавшаяся и окрепшая под польским владычеством, как и другие православные общины Западной Украины, была принуждена к унии. К середине XX века армяне-халкидониты Западной Украины были практически полностью ассимилированы местным католическим населением, и при антирелигиозной политике в СССР перестали существовать как религиозная община. При возрождении Украинской епархии ААЦ Львовский армянский собор был возвращён Армянской церкви.

## Культура
Впервые научную разработку темы халкидонизма у армян и их места в восточно-христианских церквях предпринял в конце XIX — начале XX века Николай Марр. Он собрал все доступные сведения, привлекая новые источники, данные эпиграфики и археологии, выделил ряд основных этапов истории армян-халкидонцев.
Не пытаясь проследить детали, учёный отметил, что ни халкидонство, ни антихалкидонство среди армян не ограничивалось признанием или отрицанием решений Халкидонского Собора. Халкидонизм среди византийских и грузинских армян был, согласно Н. Марру «живучим, прогрессивным религиозно-культурным движением, одно время весьма плодотворным в деле подъёма национальной умственной жизни армян.» Большое число его работ посвящены памятникам армян-халкидонитов, которые были переведены с армянского на грузинский язык. О переводческой деятельности армян-халкидонитов (на арм. с груз. и греч. языков, как с миссионерскими целями, так и для единоверцев) писали такие учёные, как Нерсес Акинян, Илья Абуладзе, Паруйр Мурадян. Отдельным представителям армян-халкидонитов из аристократических кругов общества посвящены очерки Н. Г. Адонца, А. П. Каждана, Э. Л. Даниеляна, Р. М. Бартикяна. В ряде работ В. А. Арутюновой-Фиданян рассмотрены исторические судьбы этой группы, оказавшейся в X—XI веках в сфере политических интересов православных Византии, Грузии, Новгорода, Ростовского княжества, владимиро-суздальских земель в целом, армяно-халкидонитских общин Хазарии и Волжской Болгарии, специфические черты армян-халкидонитов, обусловленные их принадлежностью к «имперской ортодоксии» ромеев, и определившие линию их поведения, в частности их присутствие в составе византийской администрации в восстановленных провинциях империи, где традиционно основным населением были армяне, их контроль над волжским торговым путём, неслучайность приглашения армянами-халкидонитами Грузии Юрия, сына Андрея Боголюбского, для замужества царицы Тамары и неслучайность направлений его походов и завоевания им Двина. Древнее почитание в ААЦ Бориса и Глеба и т. д. могли возникнуть только благодаря присоединению части связанных с Русью армян-халкидонитов к ААЦ.

## Распространение
До геноцида армян в Турции, армяне-халкидониты в основном жили в Западной Армении. По словам патриарха Константинопольского Варфоломея армяно-ромеи были в их церковной юрисдикции имея своего архиепископа до геноцида армян и обмена населениями (1923-24 гг.) между турками и греками, когда огромное количество армян-халкидонитов переехало в греческие территории и в греч. общины Константинополя (как приверженцы греч. церкви и культуры), пройдя полную культурную ассимиляцию. По его утверждениям и теперь, если побывать в Стамбуле, то можно разглядеть в греч. епископах, клириках и просто их пастве ярко выраженных армян. Известна ксерокопия армяно-халкидонитского «Требника» — «Маштоц», «составленный по чину ромеев» и названный Евхолоион. Этот требник был создан при содействии одного знатного Акнийского армянина-халкидонита Анастасия, и по благословению армяно-халкидонитского архиепископа Карапета и патриарха константинопольского Агафангела в 1830 г., так говорится в письме от того же года патриарха Агафангела в обращении к его армянской пастве. Например, до начала XIV века население бывшей византийской фемы Тарон все ещё оставалось православным. Известны попытки открыть армяно-халкидонитский приход в грузинской патриархии. К этой деятельности были привлечены несколько человек. Шли переговоры, собирали армяно-халкидонитсую литературу, писали иконы, догматику и переводили Литургию на древнеармянский язык.
Армяне-халкидониты существуют и сегодня. Это армяне по тем или иным обстоятельствам или личным предпочтениям воцерковленные в поместных церквях греко-византийской традиции. В России их по некоторым подсчётам около 130 тысяч, они рассеяны по разным епархиям, среди русского священства немало армян, среди них и епископ Балтийский Серафим (Мелконян), викарий Калининградской епархии. 20 ноября 2016 года за Божественной литургией в Храме Христа Спасителя в Москве в ходе празднования 70-летия Патриарха Кирилла «за усердное служение Церкви Божией в Калининградской епархии» был возведён им в сан архиепископа. Много армян-халкидонитов и в Греции, и т. д. И все они себя осознают армянами. Армянами-халкидонитами Грузии написаны иконы, это иконы св. Нерсеса Великого (+384), св. Марии Новой (+903) и св. Феодора Гавраса (+1098), они исполнены в древних иконографических традициях с монограммами на двух языках — армянском и греческом. Действует Армянская католическая церковь. Халкидонитской армянской церкви византийской традиции не существует, но и исторически армяне-халкидониты образовывали только сохранявшие Армянский обряд приходы церквей византийской традиции, которые в Османской империи прекратили существование из-за запрета православного богослужения на иных языках, кроме греческого. Сейчас есть отдельные общины армян-халкидонитов византийской традиции в Армении, России, Грузии и Греции.